# Omphalocarpum ahia
Omphalocarpum ahia là một loài thực vật có hoa trong họ Hồng xiêm. Loài này được A.Chev. mô tả khoa học đầu tiên năm 1909.